# Cocheiras de Santos Jorge
As Cocheiras de Santos Jorge, ou Cavalariças de Santos Jorge, é um conjunto edificado destinado a garagem, cocheira e cavalariça localizado na Rua de Olivença, Estoril, Município de Cascais, Distrito de Lisboa.
Situadas a 9 metros de altitude, confronta a norte com a linha de caminho-de-ferro e fica a cerca de 100 metros da praia do Tamariz.
É composto pela antiga garagem, cocheira e cavalariça da casa do proprietário agrícola António Santos Jorge (1866-1923), junto à estação ferroviária do Estoril. O edifício das cavalariças foi projectado pelo Arq.º Norte Júnior, cerca de 1914, e enquadrava-se na Arquitectura de Veraneio dos anos 90 do século XIX e dos primeiros 30 anos do século XX, que largamente se difundiu na Costa do Estoril.
Exibindo características próprias da arquitectura residencial romântica tardia, o edifício das cavalariças estava inicialmente programado para se inserir num conjunto habitacional mais vasto, que não se chegou a levar a cabo.
É de notar os seus traços ecléticos e exóticos que acentuam a particularidade de, tendo sido construído primeiro que o palacete, ser mais rico em termos decorativos que este último, tendo sido classificado como Imóvel de Interesse Público em 1996.